# José Eduardo Moreno
José Eduardo Moreno (Tres Arroyos, Buenos Aires, 23 de febrero de 1978 (47 años)) es un escritor, músico y sociólogo oriundo de la ciudad de Tres Arroyos, provincia de Buenos Aires. 

## Biografía
Se crio en su ciudad natal, Tres Arroyos, hasta que culminó su educación secundaria y luego se radicó en la ciudad La Plata, en 1996 para estudiar sociología. 
Licenciado en sociología por la Universidad Nacional de La Plata en 2002, alcanzó el título de Magíster en Ciencias Sociales (2009) y luego el de Doctor en Ciencias Sociales (2012) por la Universidad Nacional de La Plata. Actualmente es becario posdoctoral, docente e investigador en la Universidad Nacional de La Plata, en la Universidad Nacional de Avellaneda y en el Instituto Universitario Nacional de Derechos Humanos Madres de Plaza de Mayo. 
Ha publicado diversos artículos en revistas académicas nacionales e internacionales y colaborado con el semanario político Revista Debate.

## Trayectoria literaria
Su irrupción literaria se produjo en 2012, a través de Editorial Planeta que publicó su primera novela, Operación Medibacha en donde presentó a su personaje Denzel Washington Ferreira, un agente de espionaje uruguayo con incontables hazañas latinoamericanistas que es convocado por los gobiernos de Mercosur para desestabilizar al gobierno norteamericano. La novela fue gratamente recibida por la crítica especializada destacando su humor, su épica y su desparpajo.  

### Reseñas sobre su trabajo
Ángel Berlanga señaló en Página 12 que el debut literario de José Eduardo Moreno trae saludables dosis de irreverencia e insensatez y que en su narrativa parecen claras las huellas de Roberto Fontanarrosa y de Osvaldo Soriano: el humor de ambos, las voces populares, los códigos masculinos (alguna incorrección, y la incorrección de esa incorrección), el cruce delirado con la política, la aventura, el fútbol.
Para el escritor Juan José Becerra "no hubo agentes de inteligencia latinoamericanos que pudieran sostener una comedia de cancillerías y burós secretos hasta la aparición de Denzel Washington Ferreira".
Para el diario Clarín, Moreno "se mete de lleno en la literatura de humor e inventa un costumbrismo rioplatense (...) logra que el lector valide el dislate desde el minuto cero."., mientras Manuel Domínguez del diario El Día, lo calificó como "irreverente, ácido, divertido e inteligente".
En 2013, también por Editorial Planeta publicó Código Tripa Gorda, la segunda entrega de la saga del agente Denzel Washington Ferreira. 
En 2015, con Ediciones el Búho Estrábico publicó su tercer novela Matar a Gotze, en la que se revive la final del Mundial de Fútbol de Brasil 2014 a través de un thriller fantástico.  
En 2016, también por Ediciones el Búho Estrábico, Moreno publicó su cuarta novela, Protocolo Proctólogo, la tercera entrega de la saga del agente de espionaje Ferreira.
Finalmente, en 2019 publicó también por El Búho Estrábico, su quinta novela, Insoportablemente Vivo, en la que pinta las desdichas existenciales de un militante en tiempos de restauración conservadora a partir de la aparición fantasmática de sus voces identitarias.
En su faceta musical, editó tres discos con la banda platense El Sable de Simón: Apenas Locos Mansos (2016), Ni tiempo ni paciencia (2017) y Simón Dice (2021), con la participación del reconocido artista Alejandro Dolina.